# 新亞夫倫卡
47°44′56″N 31°47′59″E / 47.74889°N 31.79972°E
新亞夫伦卡（烏克蘭語：Новоявленка），是烏克蘭南部尼古拉耶夫州沃兹涅先斯克区葉拉涅茨市鎮的村落。始建於1922年，面積0.19平方公里，海拔高度102米，2001年人口71，人口密度每平方公里373.7人。